# Francesco Leonetti
Francesco Leonetti (Cosenza, 1924. január 27. – Milánó, 2017. december 17.) olasz író, költő.

## Művei
Verseskötetek
- Sopra una perduta estate (1942)
- La cantica (1959)
- Percorso logico del '960-75. Poema (1976)
- In uno scacco. (Nel settantotto) (1979)
- Palla di filo. (Poemetto con commento) (1986)
- Le scritte sconfinate (1994)
- Sopra una perduta estate. Poesie scelte. 1942-2001 (2008)

További művei
- Fumo, fuoco e dispetto (1956)
- Conoscenza per errore (1961)
- L'incompleto (1964)
- Tappeto volante (1967)
- Irati e sereni (1974)
- Libro per le sculture di Arnaldo Pomodoro (1974)
- Un lavoro mentale (1976)
- Campo di battaglia (1981)
- Piedi in cerca di cibo (1995)
- I piccolissimi e la circe. Romanzo-paradosso (1998)
- La voce del corvo. Una vita (1940-2001); Storie corte con «garbugli» per mano di Veronica Piraccini (2001)